# Batrachidacris rubridens
Batrachidacris rubridens är en insektsart som först beskrevs av Boris Petrovich Uvarov 1929.  Batrachidacris rubridens ingår i släktet Batrachidacris och familjen Lathiceridae. Inga underarter finns listade i Catalogue of Life.